# 异胞嘧啶
异胞嘧啶（简写：rS）是一种嘧啶碱基，是胞嘧啶（C）的同分异构体。它和异鸟嘌呤（B）可以在DNA中配对，但通常在八文字RNA中使用。
它可由苹果酸和胍反应得到：

异鸟嘌呤和异胞嘧啶配对

以苹果酸为原料的合成方法

它还被用于金属配合物成键、氢键、互变异构及质子转移效应的物理化学研究中。

异胞嘧啶的互变异构